# IJsgolf

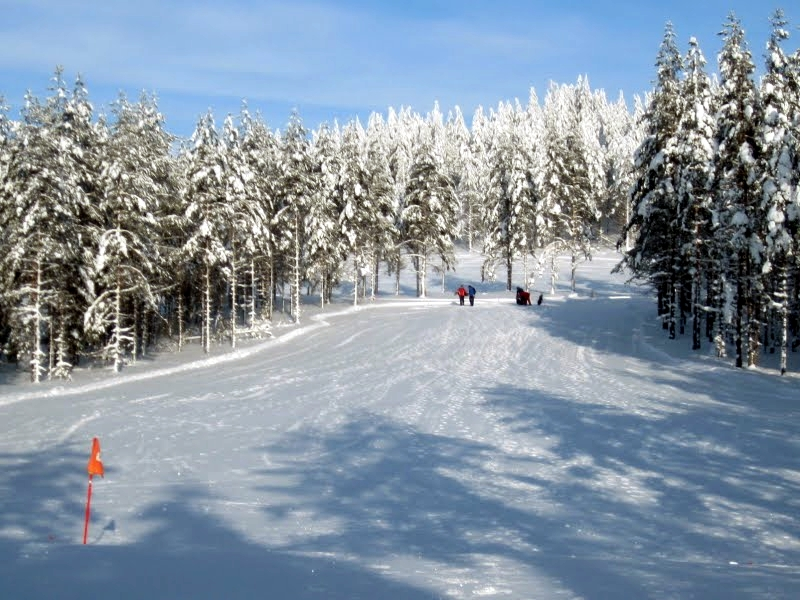
Sneeuwgolf in Finland

IJsgolf is een sport, vergelijkbaar met golf. Deze sport wordt in de winter gespeeld, als in het hoge noorden de zeeën zijn dichtgevroren. Elk jaar is het ijs weer anders, een baan met vaste hindernissen is er niet. IJsgolf wordt met een rode bal gespeeld zodat de bal makkelijker terug te vinden is na het slaan (een witte golfbal op het ijs valt namelijk niet op).
De ijsgolfkampioenschappen worden gehouden bij het Groenlandse plaatsje Uummannaq.